# C-5 (航空機)
C-5 ギャラクシー
C-5M
- 用途：戦略輸送
- 分類：輸送機
- 製造者：ロッキード（現ロッキード・マーティン）
- 運用者： アメリカ合衆国（アメリカ空軍）
- 初飛行：1968年6月30日
- 生産数：131機（C-5A：81機, C-5B：50機）
- 生産開始：
1968年-1973年（C-5A）
1985年-1989年（C-5B）
- 運用開始：1970年6月
- 運用状況：現役
- ユニットコスト：1億6,770万USドル（C-5B）

C-5は、ロッキード（現在のロッキード・マーティン）が製造し、アメリカ空軍が運用している軍用超大型長距離輸送機。愛称は「ギャラクシー」（英語: Galaxy/銀河の意）。
開発当時世界最大の輸送機であり、An-124 ルスラーン・An-225 ムリーヤの登場によりその座を譲ったものの、依然として世界最大級の輸送機である。

## 開発経緯
1961年、アメリカ空軍はC-133 カーゴマスターの後継となる大型輸送機を求め、いくつかの航空機メーカーへの開発を依頼し研究が始まる。アメリカ陸軍は、当時開発中であったC-141 スターリフターの貨物室内部構造が狭いことによる貨物の搭載制限に不満を抱えていた。そこで、より大きな搭載量や広い貨物室を備えた輸送機の要望が後の「CX-4計画」に繋がることとなる。1962年にはC-141の拡大型であるエンジン6発搭載案が構想されたが、エンジン数を増やしても大幅な進歩が期待できないため、この計画はキャンセルされた。
1963年後半には「CX-X計画」として、エンジン4発搭載型、総重量249t（55万ポンド）積載量81.6t（18万ポンド）およびマッハ0.75（805km/h）で飛行可能であり、胴体前後に貨物ドアを備えた機体が構想され「CX-X計画」は、その後「CX-HLS計画」に名称が変更し、その仕様をもって、航空機メーカー各社に提案が求められ、ロッキード、ボーイング、ダグラス、マーティン、ジェネラル・ダイナミクスがこの提案に応えた。不時着時に動き出した貨物に押し潰されないよう、貨物室上部に操縦席を配置、主翼は後退翼を採用、後部ドアを使用した貨物搭載作業の際に障害とならないよう、尾翼はT型尾翼を採用している点など各社共に基本設計は類似していた。それらの設計案の中から、ロッキード、ボーイング、ダグラス案が次の選考に進み、最終的にロッキード案が採用されることとなる。ロッキードのジョージア州マリエッタ工場がC-141の生産を終えて稼動施設がたまたま空いていたという理由から当時のリンドン・ジョンソン大統領の政治的判断でロッキードに開発が委ねられることに決定した。なお、ボーイングの設計案は大型機開発の技術・スタッフを転用した結果、民間向けのボーイング747へと発展している。
なお、C-5の発注機数は当初115機であったが、開発の遅れと機体価格の高騰を受けて81機に削減された。
初飛行は機体番号「66-8303」号機が1968年6月30日に行なった。試験飛行時のコールサインは「エイト スリー オー スリー ヘヴィー（eight-three O three heavy）」。
1969年12月にサウスカロライナ州、チャールストン空軍基地所属の第437空輸航空団から納入が開始された。

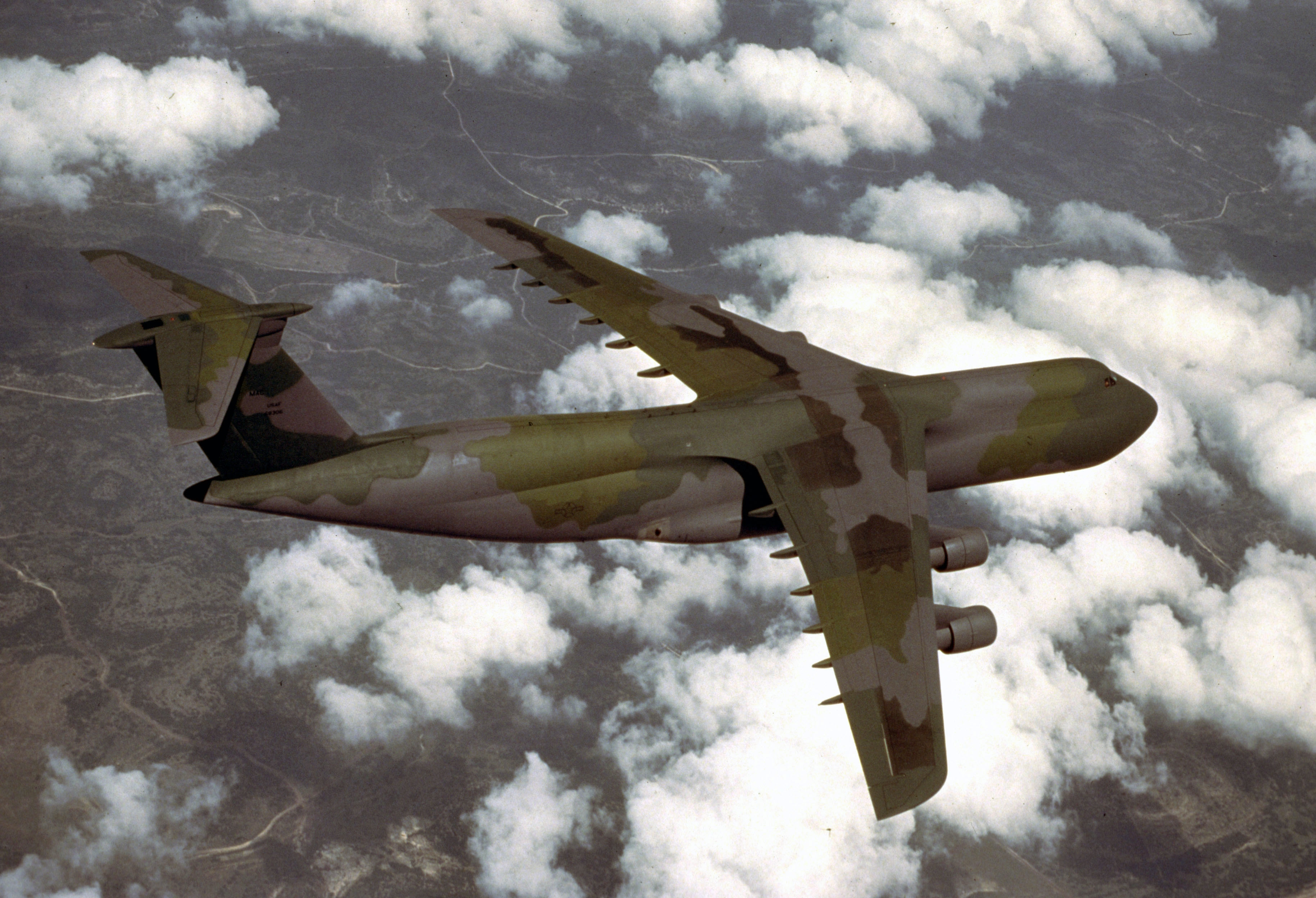
C-5（1970年）

開発途中でロッキードは機体重量が予想よりも大きくなることに気付き、軍に要求仕様の変更を求めたが受け入れられず、やむを得ず主翼の厚みをギリギリまで削ることで重量を削減したが、その処置は明らかに失敗であり、納入されたC-5Aは翼の構造強度が不足していることが判明し、その時点までのC-5全生産機が翼面荷重を抑えるため、最大搭載量80%の搭載制限措置が取られた。1976年から補強改修が行われ、1982年より緊急展開軍（RDF）構想の基に新型アルミニウム合金を使用した主翼の改設計などを行った機体がC-5Bとなり、初号機がアルタス空軍基地に納入され、以後50機が生産された。
1970年代初頭にはスペースシャトル輸送機としての運用計画が存在したが、T型尾翼機であるC-5は採用に至らず、低翼機であるボーイング747が最終的に採用されることとなった。対照的にロシアでは、シャトル輸送機には高翼機であるAn-124の発展型であるAn-225が採用されている。
その他ベトナム戦争での運用や第四次中東戦争におけるアメリカ合衆国本土からイスラエルまでの緊急空輸に用いられ、1990年代には湾岸戦争に投入、高い長距離貨物輸送能力を発揮して、高い評価を受けた。
1998年からはグラスコックピット化や新型航法装置、自動操縦装置など新型アビオニクスの搭載、エンジンの換装などを含んだ大幅な近代化・延命改修が計画され、C-5の製造も担当したロッキード・マーティンが改修契約を獲得、2008年5月から順次換装が行なわれる。改修後の機体はC-5M スーパーギャラクシー（Super Galaxy）となる。アメリカ空軍では、現在でも現役で運用されているC-5のうち52機（C-5A：1機、C-5B：49機、C-5C：2機）をC-5Mへ改造する計画であったが、その後改修対象機が追加され2015年7月時点で計約60機のC-5Mが近代化改修を受けて空軍へ引き渡されている。これらの機体は中東で10年以上続く対テロ戦争に対して、重要な戦略輸送機として活用されている。また、2012年2月に公表された2013会計年度（FY 2013）予算案では、52機の改修案とあわせて改修対象とされなかった27機のC-5Aを退役させる案が示されており、C-5Mへの改修が全機完了すれば、アメリカ空軍の大型長距離輸送機はC-5MとC-17 グローブマスターⅢの2形式に統一されることになる。

### 特徴

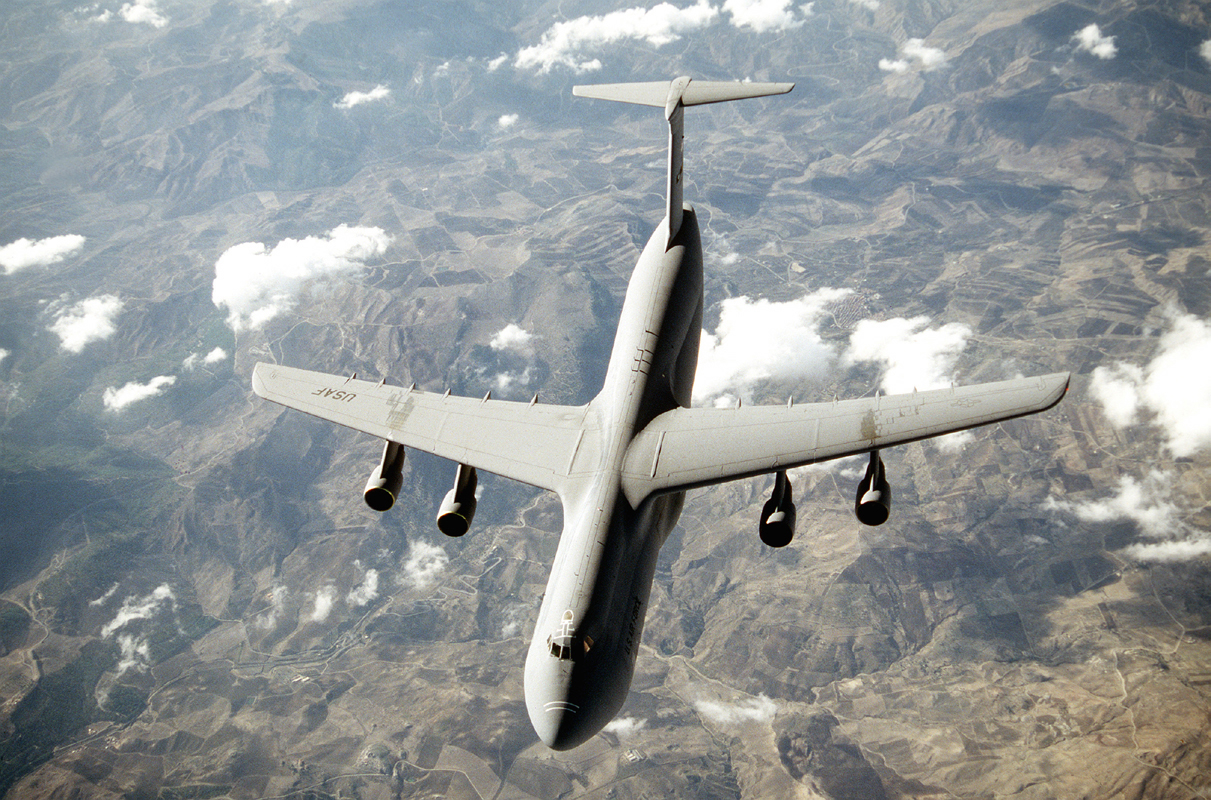
C-5 上面より

アメリカ本土から世界中どこへでもアメリカ陸軍全ての装甲戦闘車両と航空機が運べ、その中には74トンの架橋戦車などの戦闘設備も含まれている。ペイロードはアメリカ軍の輸送機としては最も大きく、主力戦車2両分に相当する約122トンもの貨物が搭載可能である。その大きさを生かして、1974年にはミニットマンICBMを空中から発射する試験を行った。
胴体は軍用輸送機として一般的に採用されている下面が広いオムスビ型である。主翼は高翼配置で25度の後退角を採用している。主翼内部には12個の翼内タンクが内蔵されており、機首上部、操縦室後方には空中給油を受けるための給油リセプタクルも装備されている。なおこのリセプタクルは機体中心線よりやや右に設けられている。尾翼はT字尾翼を採用。エンジンは4基のターボファンエンジンを主翼パイロンに搭載している。
C-5A/Bの貨物室は全幅5.8m、全高4.1m、全長37.0m (+ランプ部7.2m) という巨大なもので、前後にローディングランプ付の貨物扉を持つ。貨物室は前後貫通式で積載物の搭載と搬出が同時に行える。前部と後部に油圧式大型開閉扉があり、この前後開閉扉は、搭載作業の障害にならない様、貨物室の最大幅、最大高まで開くように設計されている。降着装置は重量配分を制御するため、合計で28輪となっている。降着装置には作業の効率化のため「ニーリングシステム」と呼ばれる機構があり、貨物の搭積時に着陸装置を伸縮させる事で機体の床位置を下げることができる。これは最小縮位置で運搬用トラックの荷台と同じ位置になる様設計されており、搭載した車両は自走で降りることが出来る。
- M1A1戦車×2両
- M2A2歩兵/M3騎兵戦闘車×6両（増加装甲や搭載物を外して20トンまで軽量化した場合。実際は4-5両）
- ストライカー装甲車×7両
- ハンヴィー高機動多用途車×14両
- MLRS自走多連装ロケット砲×4両
- パトリオット地対空ミサイル発射機×2両
- AH-64攻撃ヘリコプター（ローターを格納して搭載が可能）×6機
- UH-60多目的・強襲ヘリコプター×6機
- 463L貨物パレット×36枚
- 兵員600名（与圧機体のため、貨物室にも人員搭乗可能）

他にもMH-53大型ヘリコプターやF-16戦闘機も分解・折り畳みによって搭載が可能。ジブコ エッジ540のような小型機ならば分解せずに搭載できる。

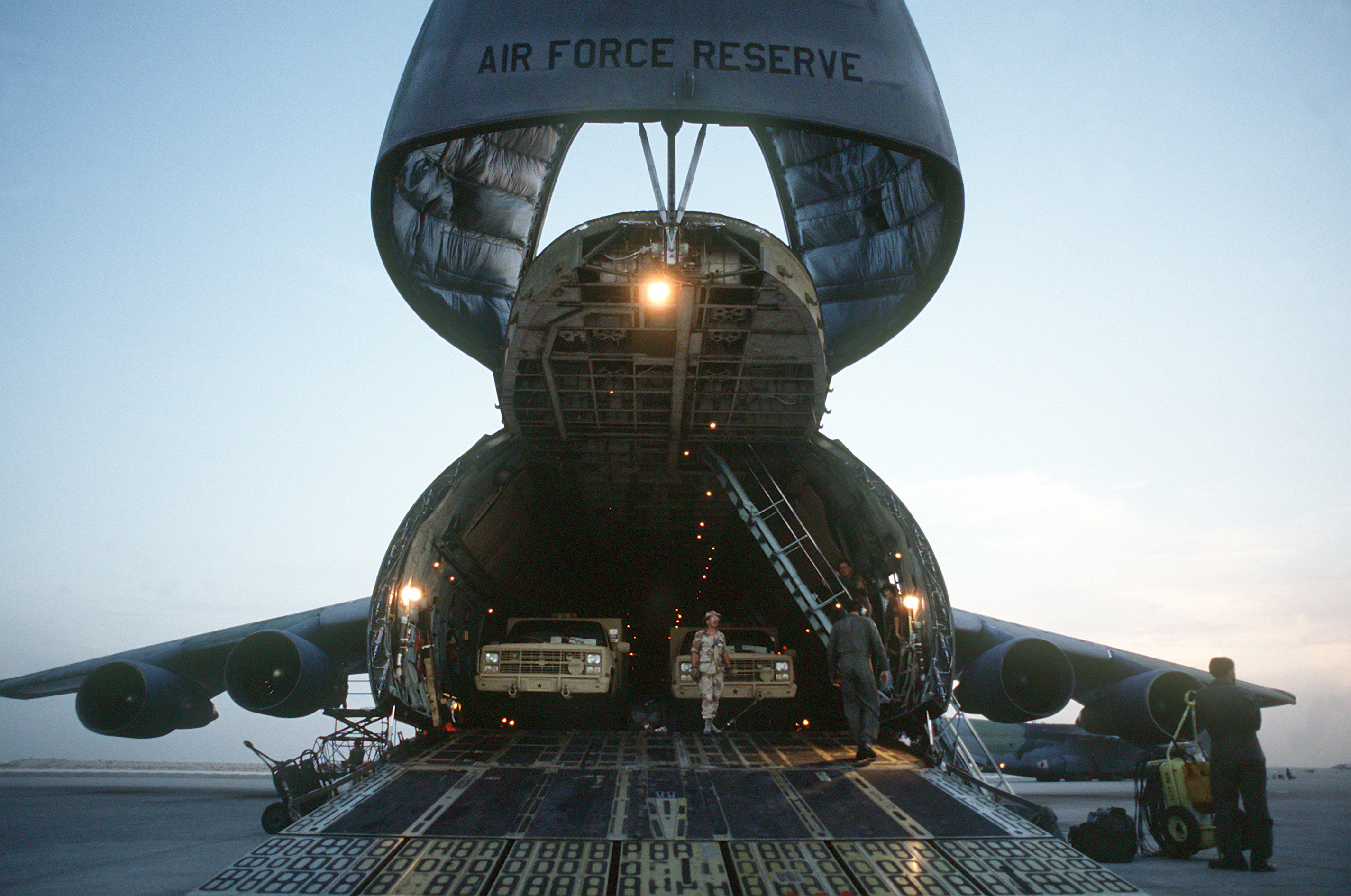
貨物室
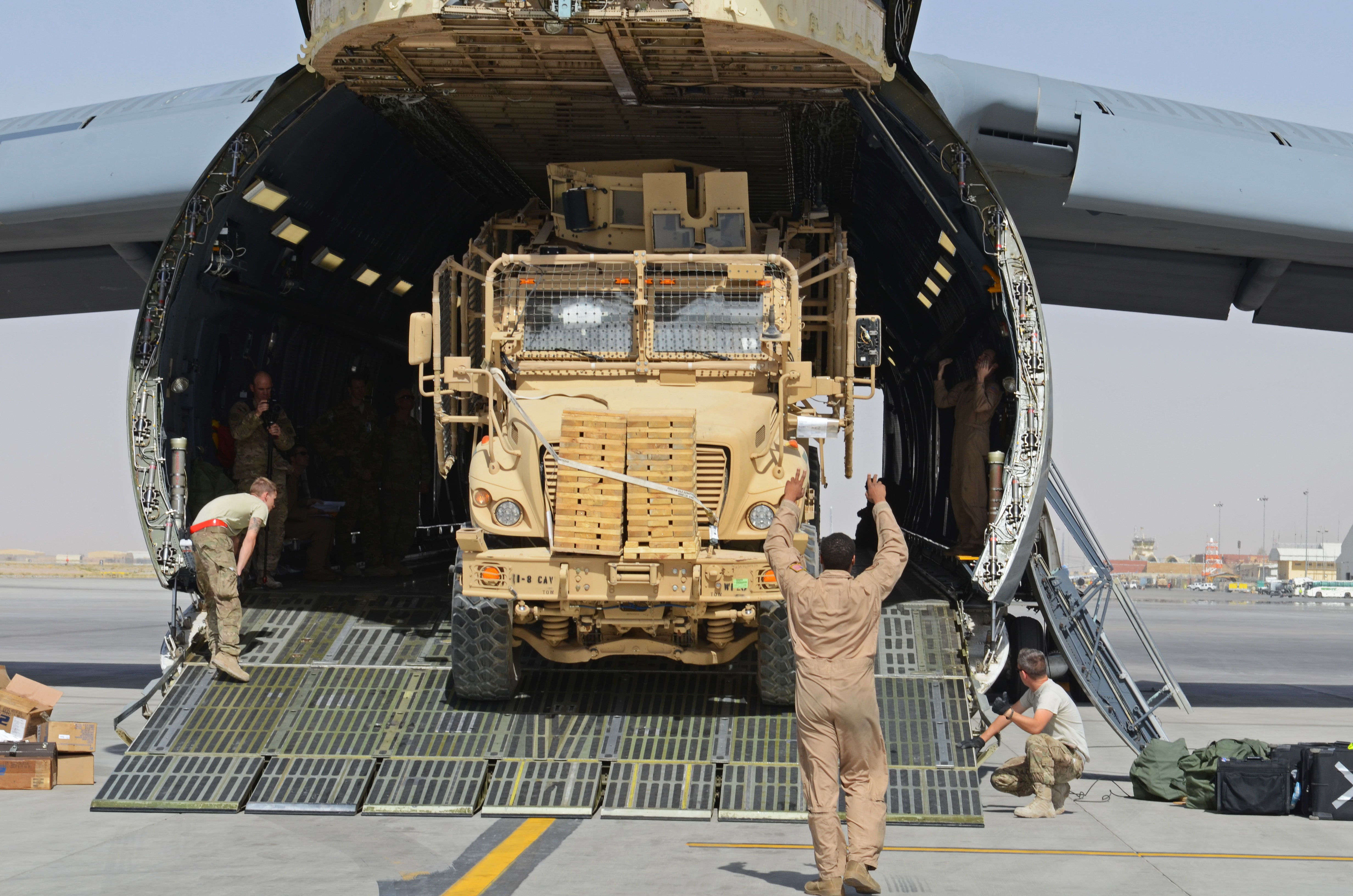
マックスプロ
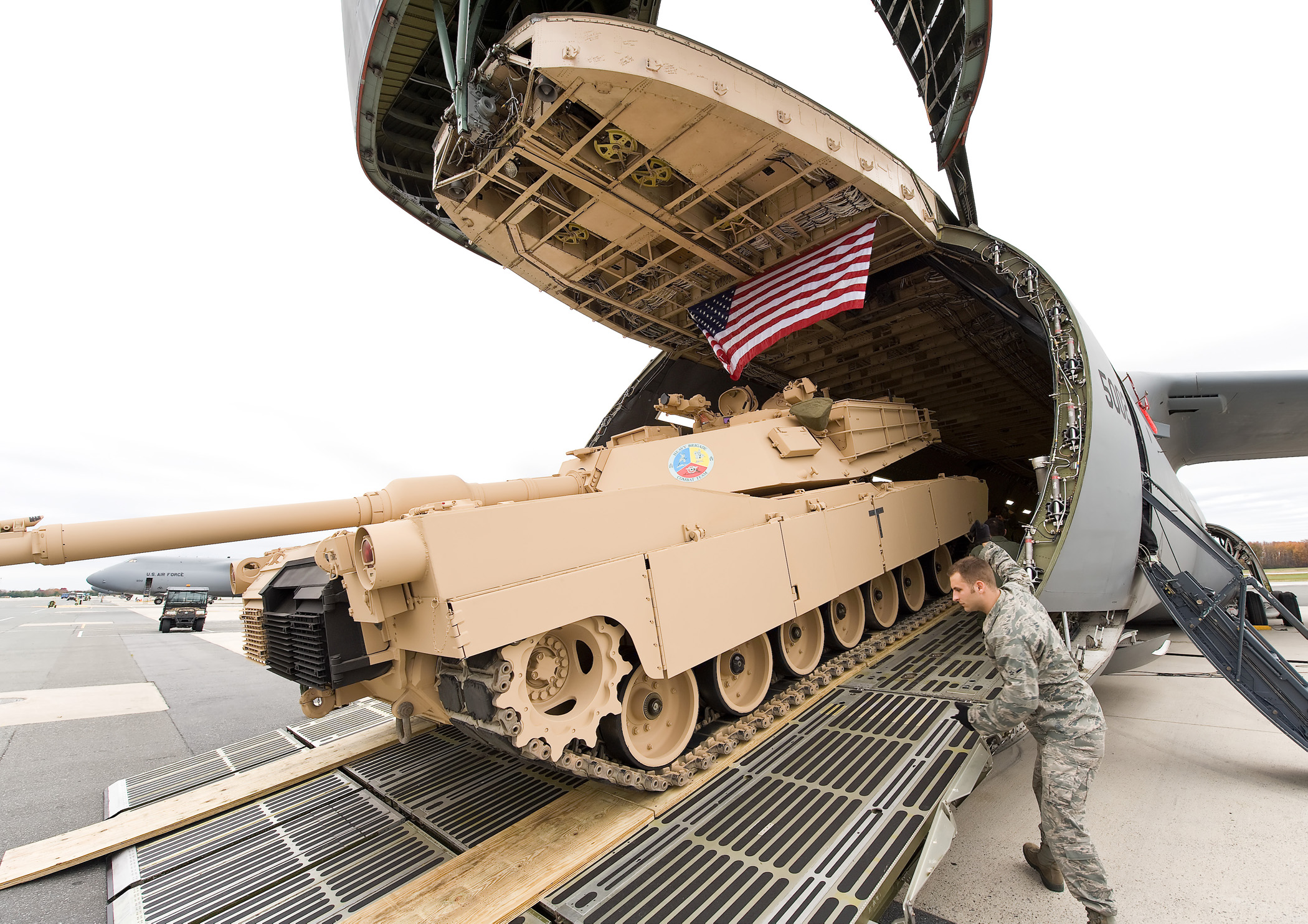
M1戦車
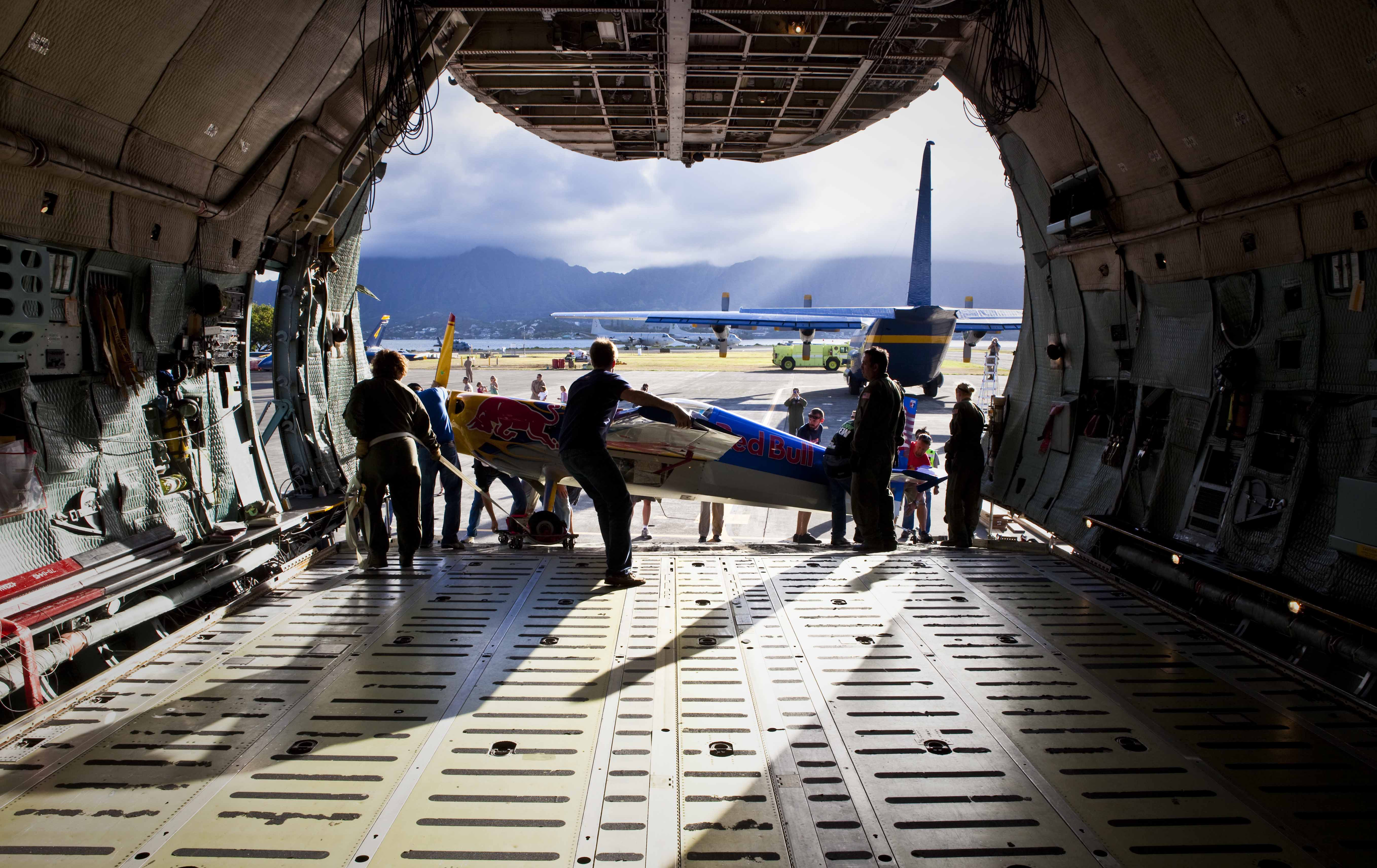
航空ショーに出演するジブコ エッジ540を降ろす様子
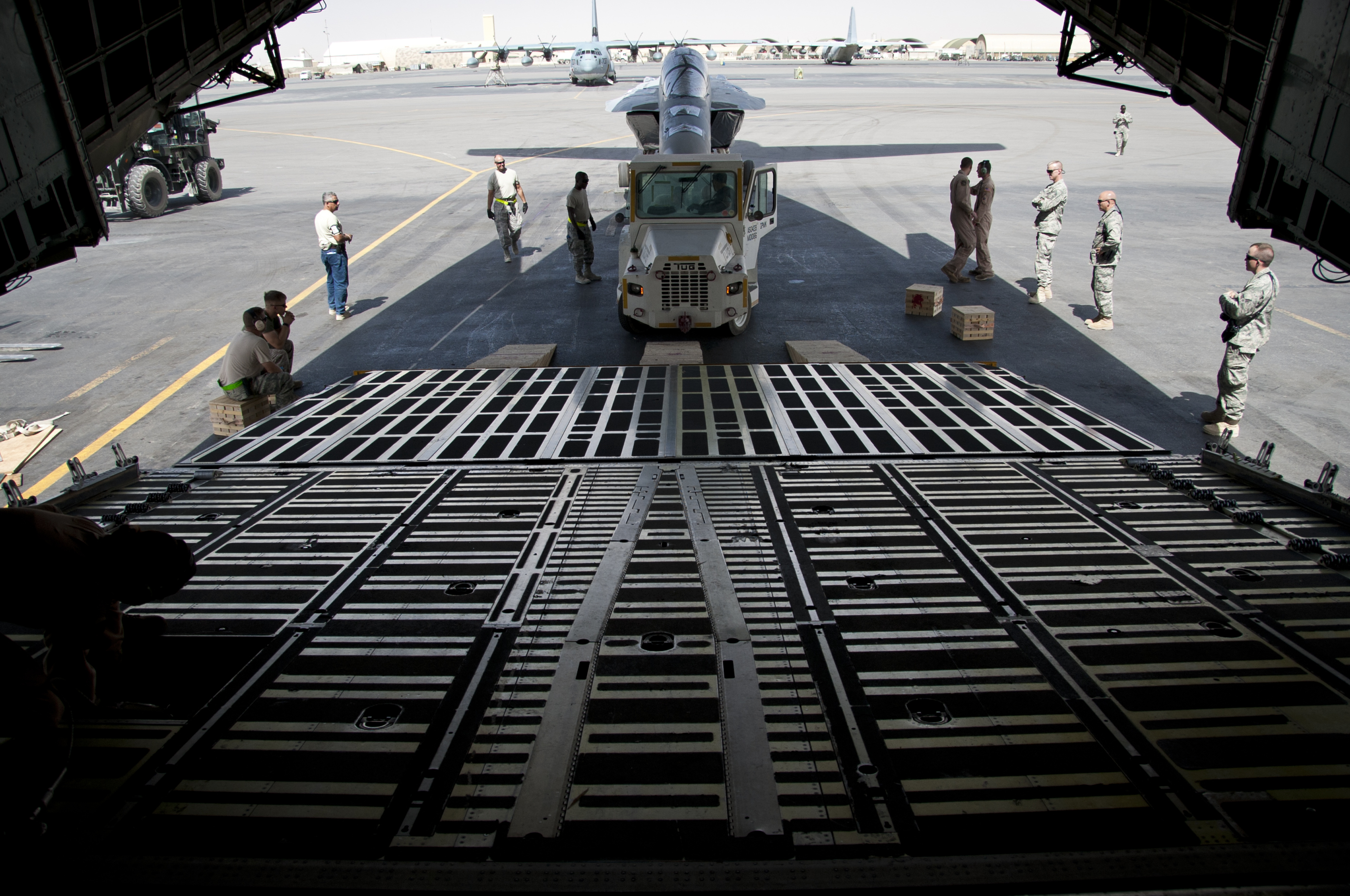
F/A-18の搬入。
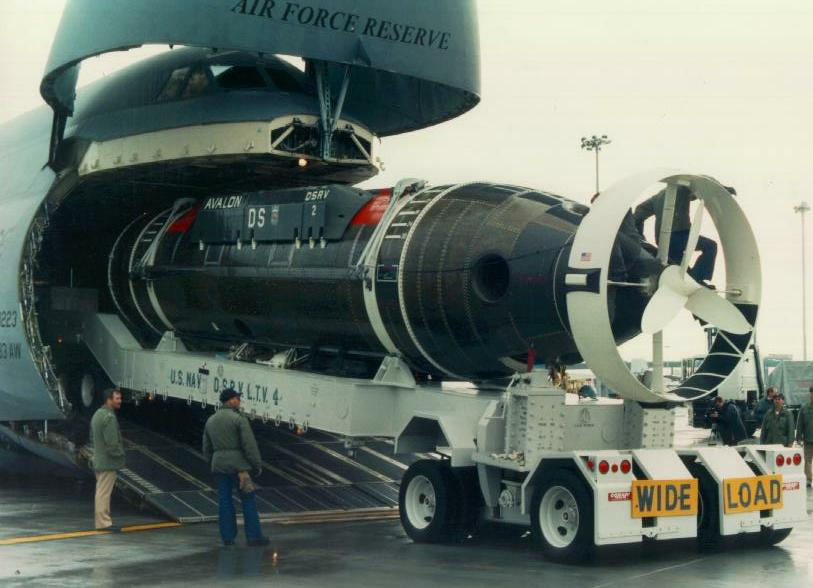
深海救難艇アヴァロンDSRV-2の搬入。
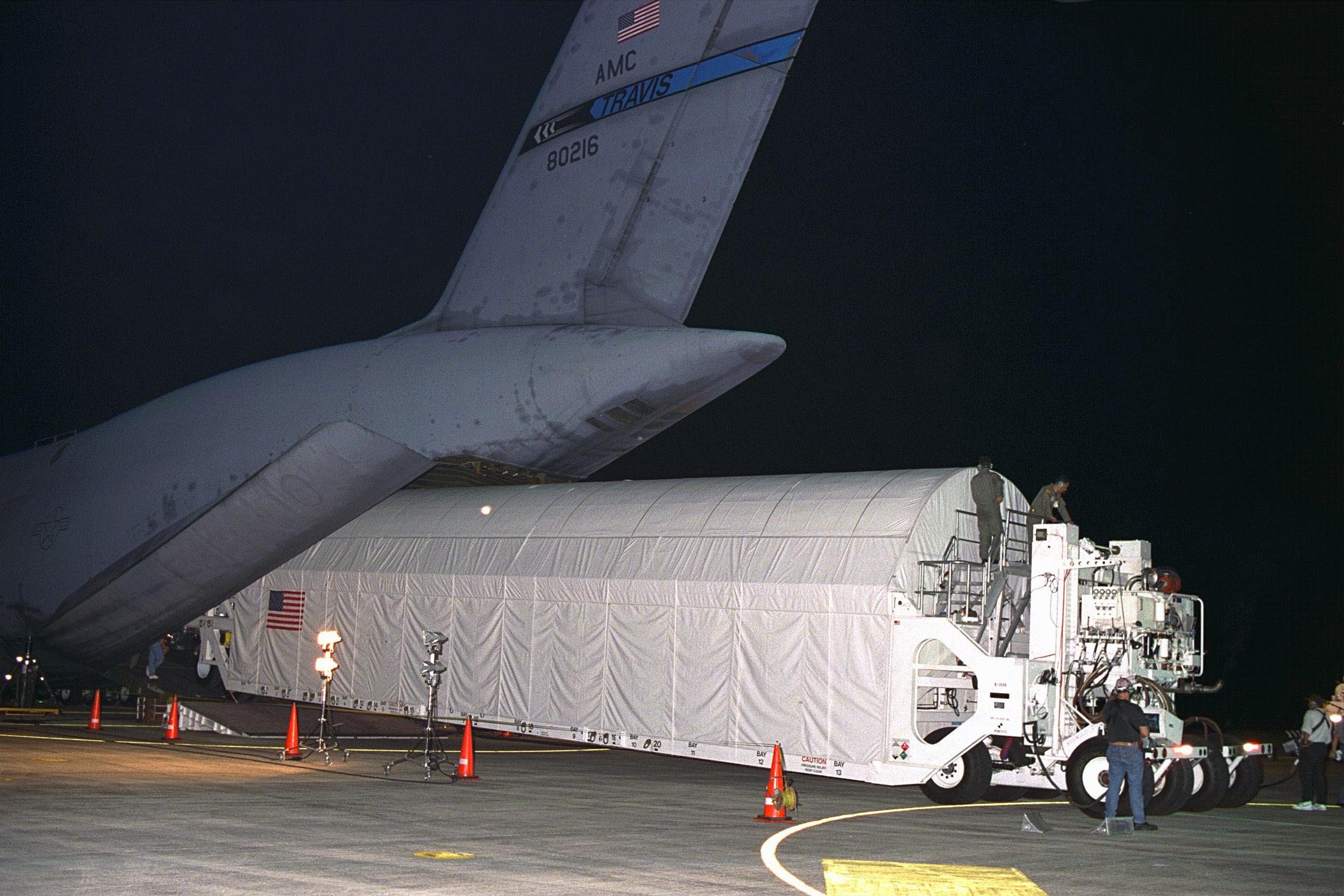
ユニティ (ISS)の搬入。

機内は一部2階建てとなっており、上部デッキには兵員73名が搭載可能である。なお、この上部デッキは機体重量バランスの関係上、操縦席の後方ではなく機体後方部に位置している。
800箇所の場所を試験し、そのデータを分析、不調を検出する解析装置MADAR（Malfunction Detection Analysis And Recording/故障発見解析記録装置）システムを装備し、このデータはFRED/フレッドと呼ばれ、乗組員に周知される。C-5は維持・整備に多大な労力を要する兵器であり、1996年の記録によると1飛行時間ごとに、A型は46マンアワー、B型は16.7マンアワーの整備を要していた。

## 派生型

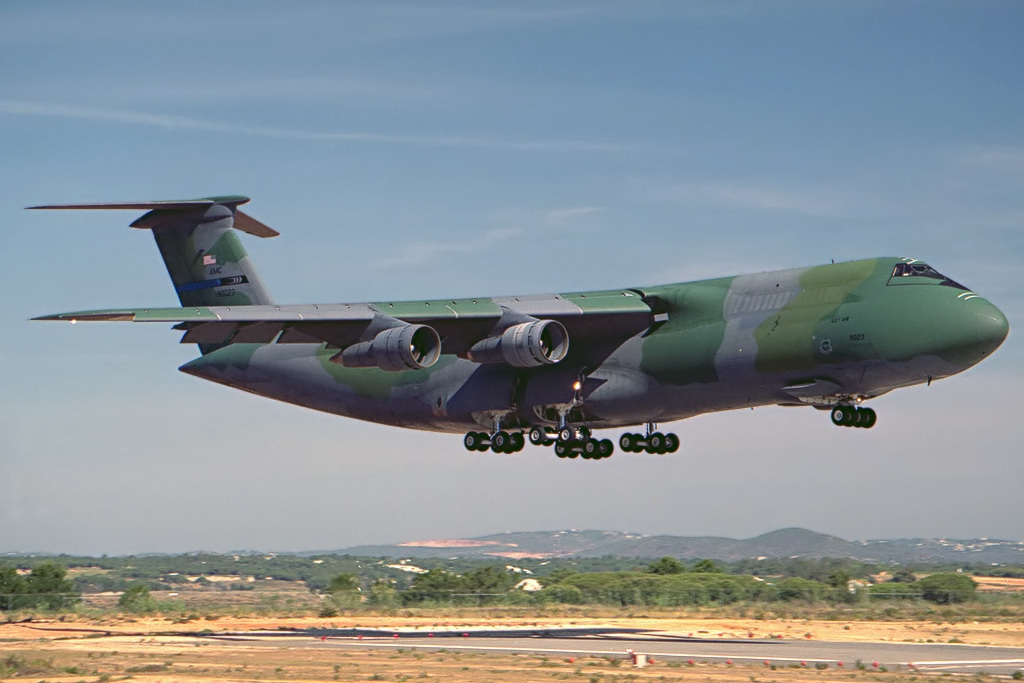
C-5A
初期生産型。1969 - 1973年までに81機製造。1970年代中盤に主翼付け根にヒビが発見されたため、搭載制限措置が取られた。
1981 - 1987年に主翼交換プログラムが実施された。
2015年5月20日にアメリカ・ウエストバージニア州空軍(ANG)第167空輸航空団(167AW)から、最後のC-5Aである「69-0009」が退役した。

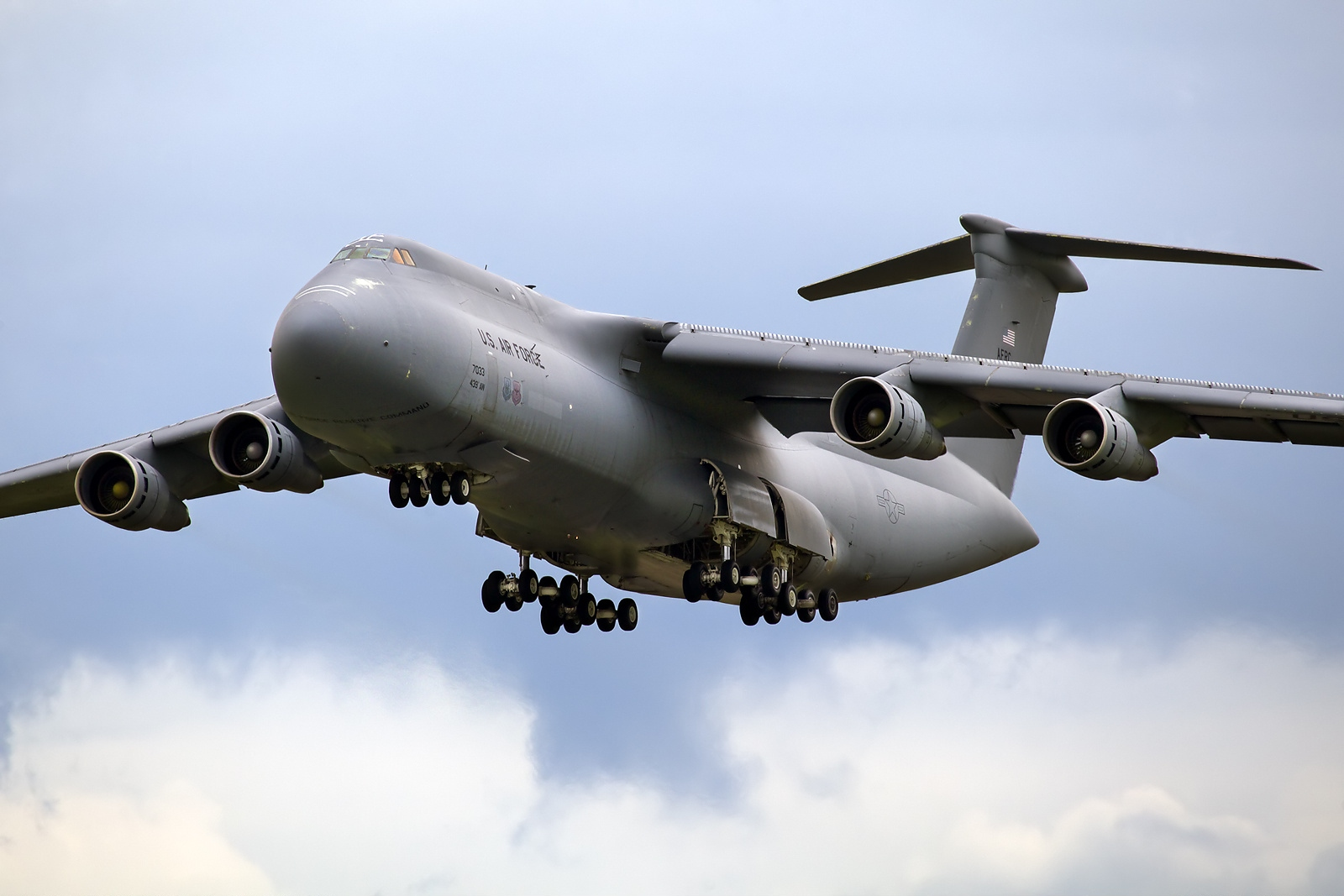
C-5B
主翼を改良、エンジンをGE TF39-GE-1Cへの換装、アビオニクスの改良を行ったタイプ。50機製造。
C-5C
船舶運搬用に改修されたほか、NASAの大型貨物輸送任務のために、2機のC-5Aを改造して製作。運用は空軍が行っている。
C-5M スーパーギャラクシー
1999年よりC-5の延命と近代化改修を目的として開発が進められていた最新型で、2006年5月16日に初号機がロールアウトした。この改修によって、離陸性能が30%、上昇性能が38%改善され、整備性と可動率（Availability）も大幅に向上した。
アメリカ空軍では、現在でも現役で運用されているC-5のうち52機（C-5A：1機、C-5B：49機、C-5C：2機）をC-5Mへ改造する計画で、今後25年間はC-5を運用する方針である。
主な改修点は以下に示す。
- グラスコックピットの導入
- 最新の航法・通信システムの導入
- エンジンをGE F138(CF6-80C2L1F)へ換装

## 運用
戦時には、兵器や軍事物資の輸送。平時には、災害の被災者支援にための医療派遣チームや支援物資を輸送にも用いられる。2017年に、ISILの手によりイラクのチグリス川に架かる橋が破壊された際には、橋の再建資材の運搬を行う一方、避難民を川向こうへ輸送する役割も果たした。

## 事故

### C-5A
- 1970年5月25日 - 機体番号67-0172号機 カリフォルニア州 パームデール 地上火災により滅失。

点検中、エンジン急速オーバーヒートによる油圧システムの火災が発生、負傷者0人。
- 1970年10月17日 - 機体番号66-8303号機 ジョージア州 マリエッタ 地上火災により滅失。

12個の翼内タンク整備中に火災が発生し、作業者が死傷した。また、このC-5は製作された初号機であった。
- 1974年9月27日 - 機体番号68-0227号機 オクラホマ州 クリントン 滑走路をオーバーラン。

着陸装置の火災が発生。緊急着陸の際、滑走路が短い別の空港へ緊急着陸したため止まり切れず逸脱し、地上火災により滅失した。
- 1975年4月4日 - 機体番号68-0218号機 ベトナム サイゴン 離陸直後のドアロック不良による緊急着陸の際に墜落した。

事故機はベトナム孤児を輸送する「オペレーション・ベビーリフト」の最中の第1便で搭乗していた孤児を含む乗員乗客328人中153人が死亡した。

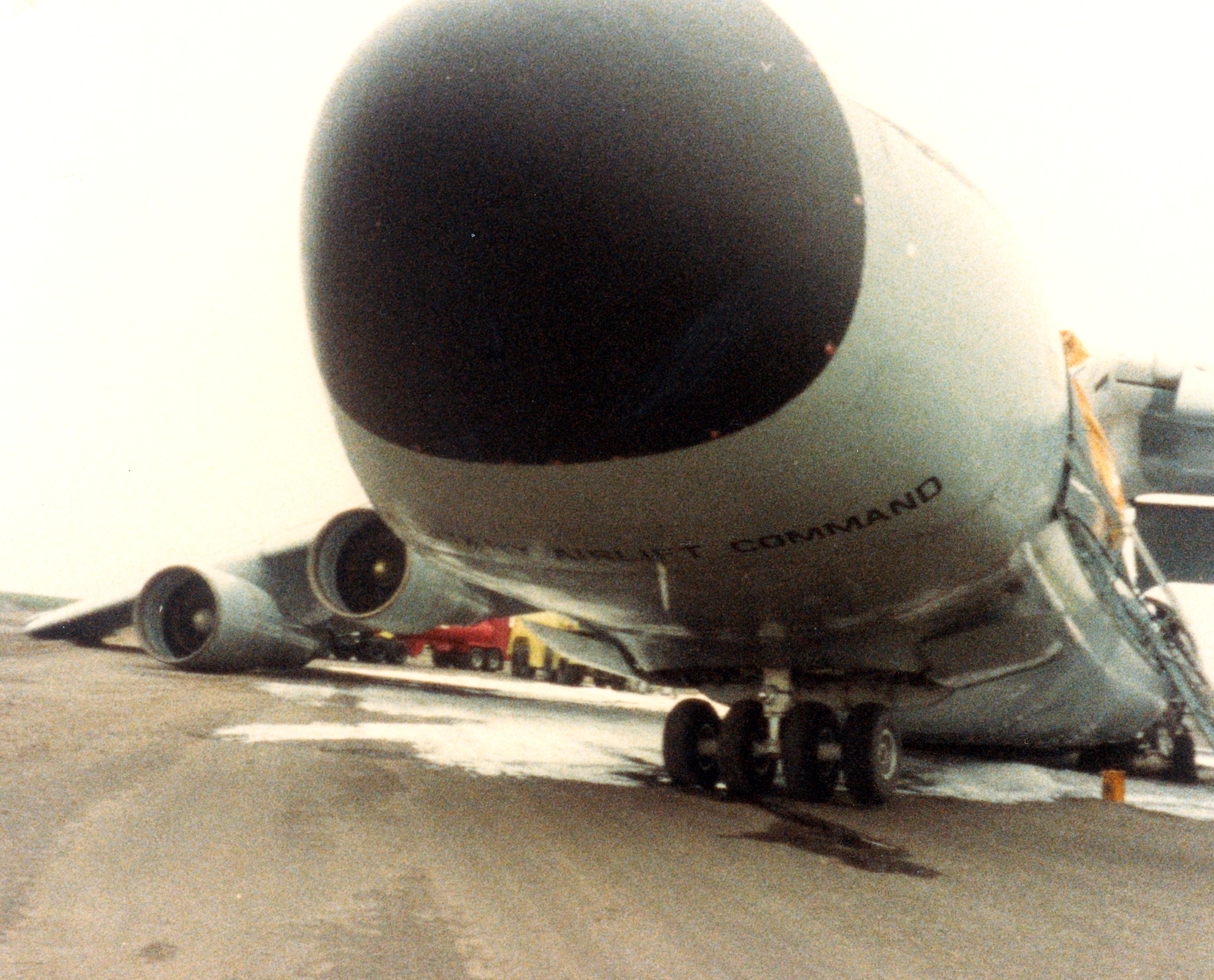
1983年7月31日 アラスカで発生した事故

- 1983年7月31日 - 機体番号70-0446号機 アラスカ シェミア島 着陸進入失敗による機体損壊事故。

グライドスロープの指示よりも低く滑走路に進入したため、滑走路手前の堤防に胴体が接触した。
死者0人。機体損壊状況が酷かったが、修理プロジェクトが立ち上げられ完全修復された後、テキサス州空軍にて運用。
- 1985年7月 - 機体番号68-0216号機 カリフォルニア州トラヴィス空軍基地（英語版）での胴体着陸。

タッチアンドゴー訓練中、車輪出し忘れによる胴体着陸。負傷者は0人。機体は修理され、2007年にはC-5Cとして現役に復帰した。
- 1990年8月29日 - 機体番号68-0228号機 ドイツ ラインラント＝プファルツ州

離陸直後にエンジンの不具合が発生して墜落、乗員17人中13人が死亡した。4人が後部貨物室にて生存した。

### C-5B

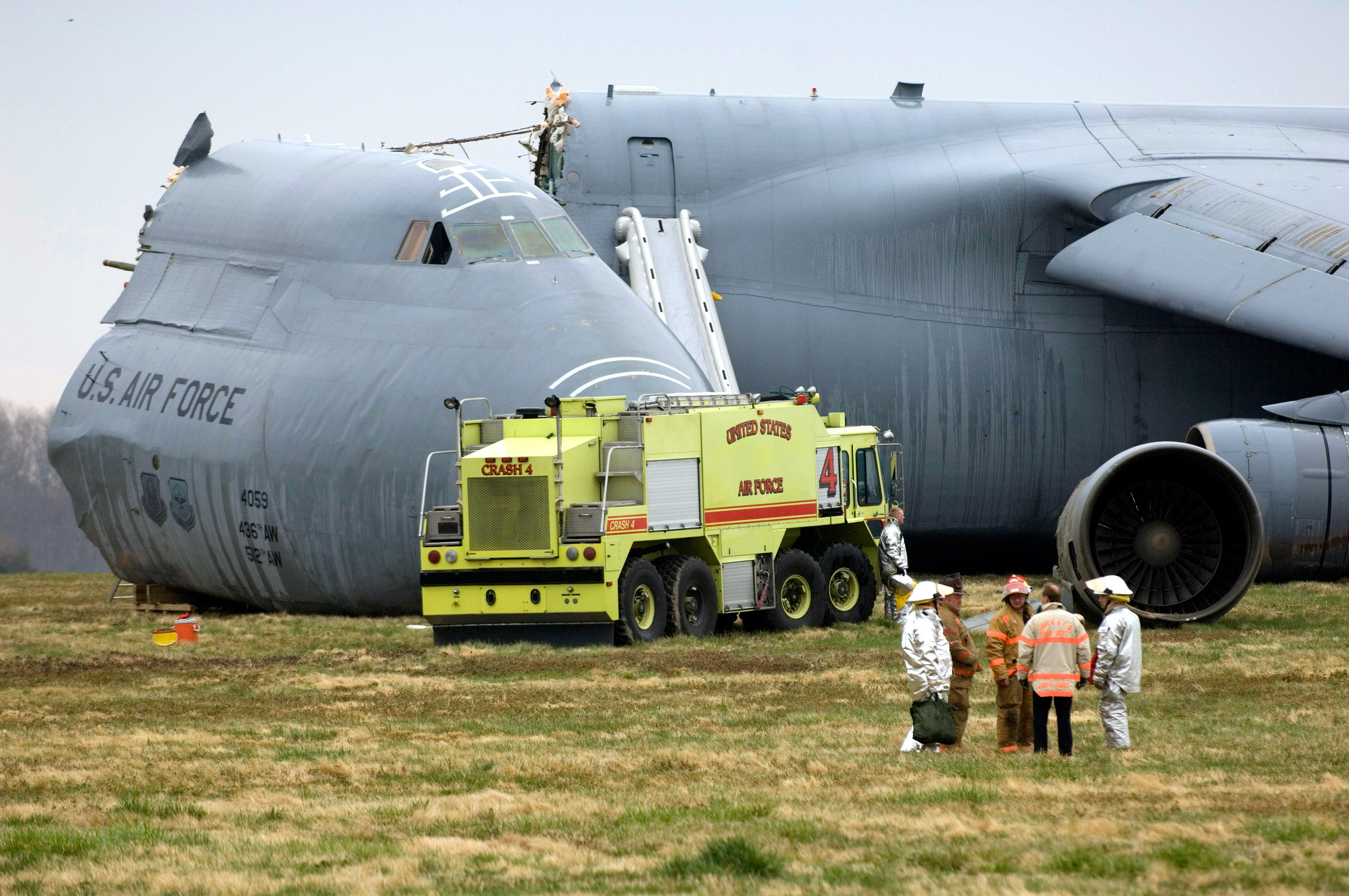
2006年4月3日 デラウェア州での事故

- 2006年4月3日 - 機体番号84-0059号機 デラウェア州 ドーバー空軍基地

スラストリバーサーのアンロックによる緊急着陸中のエンジン故障により滑走路手前にて墜落し、乗員17人中2人が意識不明の重体となった。
残骸の一部は調査のため別のC-5により空輸された。

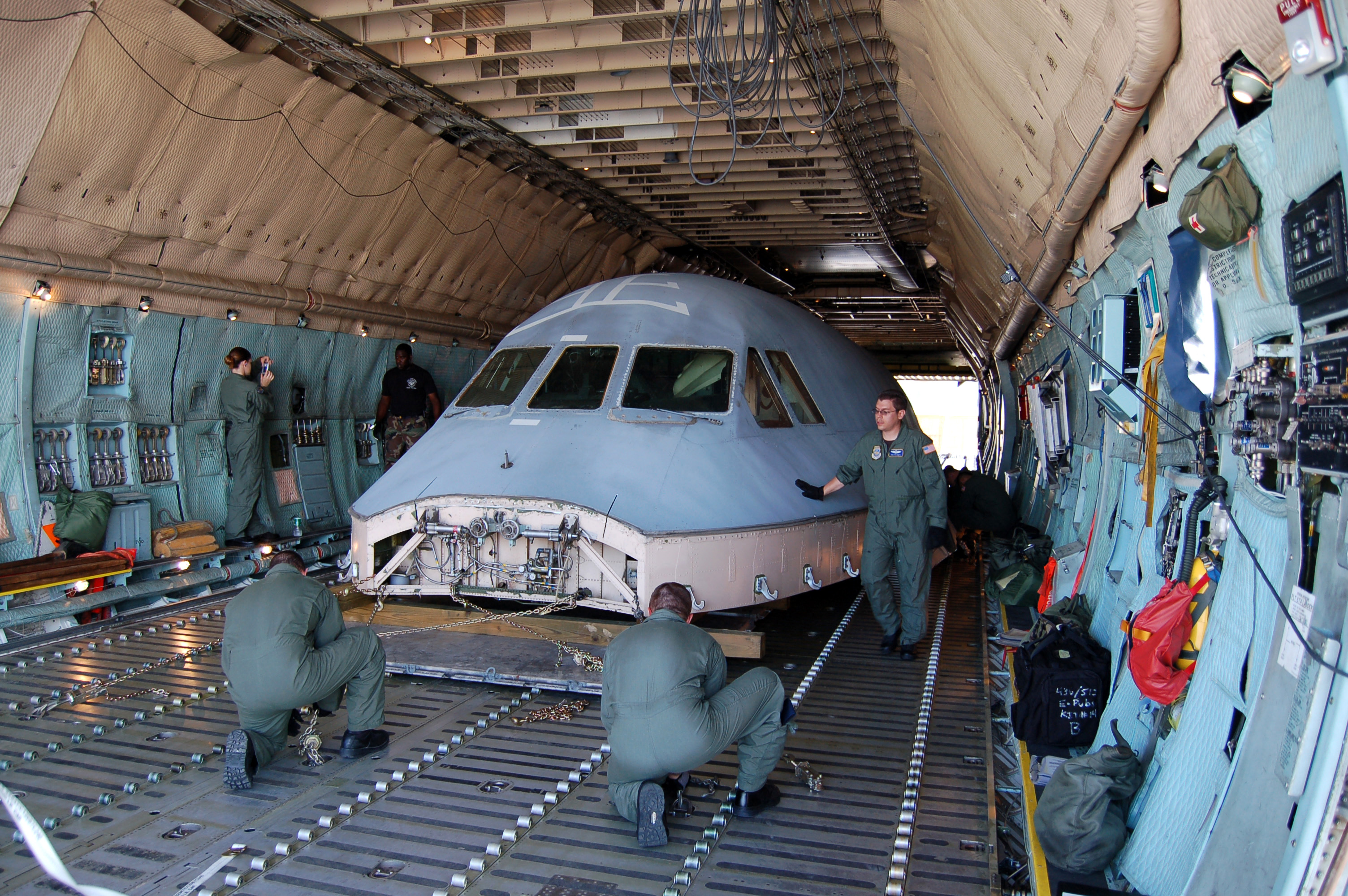
C-5で輸送される事故機のコックピット。

## 仕様(C-5B)
- 全幅：67.89m
- 全長：75.3m
- 全高：19.84m
- 空虚重量：170.0t
- 最大離陸重量：381.0t
- 最大搭載量：122.472t
- 積載量：349t（769,000lb）
- エンジン：GE TF39 ターボファンエンジン(19,500kg)×4
- 最大速度：マッハ0.79 (462kt., 531mph, 855km/h)
- 巡航速度：マッハ0.77 (450kt., 518mph, 833km/h)
- 飛行高度：34,000ft(10.4km)
- 海面上昇率：564m/min
- 翼面積：580m2(6,200ft2)
- 翼面荷重：610kg/m2(120lb/ft2)
- 実用上昇限度：10,895m
- 搭載燃料：193,620L（51,150USガロン）
- 航続距離：4,445km (2,400nmi2,761mi)/263,200ポンド搭載時
- 乗員：通常8名 最小4名（操縦士、先任操縦士、副操縦士、航空機関士2名、ロードマスター（空中輸送員）[注 3]3名）

|                  | C-5B             | C-17                           | Il-76MD                         | An-124                           | An-225            | Y-20             |
| ---------------- | ---------------- | ------------------------------ | ------------------------------- | -------------------------------- | ----------------- | ---------------- |
| 画像             |                  |                                |                                 |                                  |                   |                  |
| 乗員             | 2 - 5名          | 2 - 4名                        | 5名                             | 4 - 6名                          | 6名               | 3名              |
| 全長             | 75.3 m           | 53.0 m                         | 53.19 m                         | 68.96 m                          | 84.0 m            | 47.0 m           |
| 全幅             | 67.89 m          | 51.8 m                         | 50.5 m                          | 73.3 m                           | 88.71 m           | 50.0 m           |
| 全高             | 19.84 m          | 16.8 m                         | 14.44 m                         | 20.78 m                          | 18.1 m            | 15.0 m           |
| 空虚重量         | 170 t            | 128.1 t                        | 92.5 t                          | 175 t                            | 285 t             | 100 t            |
| 基本離陸重量     | ―                | 263 t                          | ―                               | ―                                | 600 t             | ―                |
| 最大離陸重量     | 388 t            | 265.35 t                       | 210 t                           | 405 t                            | 640 t             | 220 t            |
| 最大積載量       | 122.471 t        | 77.519 t                       | 53 t                            | 150 t                            | 250 t             | 66 t             |
| 貨物室           | L37.0×W5.8×H4.1m | L26.83×W5.49×H3.76m            | L20.0×W3.4×H3.4m                | L36.0×W6.4×H4.4m                 | L43.35×W6.4×H4.4m | L20.0×W4.0×H4.0m |
| 発動機           | TF39×4           | F117-PW-100×4                  | PS-90A-76×4                     | D-18T×4                          | D-18T×6           | D-30KP-2×4       |
| 発動機           | ターボファン     |                                |                                 |                                  |                   |                  |
| 巡航速度         | 830 km/h         | 830 km/h                       | 800 km/h                        | 800 – 850 km/h                   | 800 km/h          | 810 km/h         |
| 航続距離         | 122 t / 4,444 km | 0 t / 9,815 km 71 t / 4,630 km | 40 t / 5,000 km 53 t / 4,200 km | 0 t / 15,000 km 150 t / 3,700 km | 600 t / 4,000 km  | 0 t / 7,500 km   |
| 最短離陸滑走距離 | 1,600 m          | 1,000 m                        | 1,800 m                         | 2,530 m                          | 2,400 m           | 600 - 700 m      |
| 生産数（-2023）  | 131              | 279                            | 960                             | 55                               | 1                 | 68               |
| 運用状況         | 現役             | 現役                           | 現役                            | 現役                             | ※使用不能         | 現役             |

※ロシアのウクライナ侵攻による攻撃で焼損し、破壊される。

## 登場作品

### 映画
『アイアムアヒーロー』
映画版にてV-22とともに登場。ZQNが蔓延する中、多数のV-22とともに大挙して練馬区上空を飛行していく。
『インターセプター』
2機のF-117を輸送するが空中給油と偽ったKC-10の給油ホースから移動してきたテロリストにハイジャックされる。終盤ではテロリストがC-5貨物室から奪ったF-117の空対空ミサイルで撃墜される。
『ターミネーター:ニュー・フェイト』
主人公達が敵ターミネーターから逃れる為、基地に駐機していたものを奪取して上空へと免れるが、追ってきた敵ターミネーターが奪取したKC-10に機体を衝突させられて分解炎上、そのままダムに墜落する。

### アニメ
『FUTURE WAR 198X年』
日本からアメリカ本土へ帰国する負傷兵を運ぶ輸送機としてA型が登場。
『ガールズ&パンツァー 劇場版』
サンダース大学付属高校が保有するC-5Mが登場。米軍より払下げられた退役予定のC-5Aを「試験的に」C-5M相当に改修の上、同時に主翼にカーボン複合材を採用する等の大幅な軽量化・強化改造を施されている。
同校の生徒が操縦している。大洗女子学園の廃校処分により文科省に同校所有戦車が没収されるのを防ぐために、大洗女子学園生徒会が「所有する戦車を全て亡失した」という書類を作った上で預かった。その後大洗町内にLAPES投下を行う。
『機動警察パトレイバー』
シャフト社の警備部門SSS（シャフト・セキュリティ・システム）の輸送機として登場。
『クロムクロ』
米軍の輸送機として、新型GAUSの部品を黒部研究所に送り届ける。

### 漫画
『9番目のムサシ』
第1シリーズの「DUTY12：果てなき日々への追憶3」で、失踪した恋人の居場所を知った主人公の「篠塚高♀（No.9）」が彼の元に急行すべくC-5Aを横田基地で拝借する。
『エリア88』
マッコイがギリシアの基地にF-20 タイガーシャークを運び入れるのに使用する。
『釣りバカ日誌』
浜ちゃんがアメリカ合衆国大統領特使とカナダでのサーモン釣りに向かう際にC-5に便乗する。
『わたしは真悟』
岩国飛行場から貨物を積んで離陸するが、住宅地に墜落する。墜落の際の爆発で、火だるまの鶏を周辺にまき散らす。

### 小説
『見知らぬ明日』
太平洋空軍所属のA型が登場。中国大陸への宇宙人侵略を受け、第82空挺師団の3個機動大隊をタイ王国のウタバオ空軍基地に空輸する。

### ゲーム
『World in Conflict』
アメリカ軍の輸送機として登場。プレイヤーが兵器類の派遣要請を出した時に作戦地域に降下し、兵器を空中投下して急上昇しながら離脱していく。
『エースコンバットシリーズ』
『エースコンバットX2』
特定ステージで特別な敵機として出現。
『エースコンバット2』
特定のミッションにおいて、これを撃破することで隠しミッションへ進むことが出来る。
『エースコンバット5』
オーシア連邦大統領を護送するための極秘任務に使用されたほか、これを撃墜（地上破壊も含む）することがクリアの条件になっているミッションがある。
『エースコンバット3D クロスランブル』
政府要人の護送任務に登場。コールサインはドライマン。

『ディビジョン2』
ルーズベルト島に墜落している。
『マブラヴ オルタネイティヴ』
劇中に登場するロボット「戦術機」を輸送するために使用される。搭載重量は問題ないが、格納スペースの都合から戦術機は一度解体されて収納される。